# Liste der Members des Order of Canada/Q
Diese Liste gibt einen Überblick aller Personen, denen die Auszeichnung Member of the Order of Canada verliehen wurde.

## Q
1. Louis Joseph Quinn
2. Emmanuel Quintal
3. Taamusi Qumaq